# Eumannia espaniola
Eumannia espaniola là một loài bướm đêm trong họ Geometridae.